# Cantabile (suite sinfonica)
Cantabile è una suite sinfonica composta tra il 2004 e il 2009 da Frederik Magle. Si compone di tre poemi sinfonici (o movimenti) basati su poesie scritte da Henri de Laborde de Monpezat, pubblicate nel libro Cantabile. La Cantabile fu commissionata dalla famiglia reale danese e il primo poema fu premiato nel 2004. Il secondo e il terzo poema furono presentati in anteprima il 10 giugno 2009 ad un concerto nella Koncerthuset di Copenaghen organizzato per festeggiare il 75º compleanno del Principe Henrik. In entrambe le occasioni la musica fu eseguita dalla Danish National Symphony Orchestra e dal Coro, diretto da Thomas Dausgaard.
I tre poemi sinfonici che formano la composizione sono:
- Souffle le vent, basata sulla poesia Souffle le vent;
- Cortège & Danse Macabre, basata sulla poesia Cortège funèbre;
- Carillon, basata sulle poesie L'Angelus e Lacrymae mundi.